# فرانك نيلسون (لاعب كرة قاعدة)
فرانك نيلسون (بالإنجليزية: Frank Nelson)‏ (و. 1887 – 1970 م) هو لاعب كرة قاعدة، ومنافس ألعاب قوى أمريكي، ولد في ديترويت، شارك في الألعاب الأولمبية الصيفية 1912، توفي في ميشيغان، عن عمر يناهز 83 عاماً.

## روابط خارجية
- فرانك نيلسون على موقع اللجنة الأولمبية الدولية (الإنجليزية)
- فرانك نيلسون على موقع أوليمبيديا (الإنجليزية)